# شرنگ‌دار فلوریدا
شرنگ‌دار فلوریدا (نام علمی: Metopium toxiferum) نام یک گونه از سرده شرنگ‌دار است.